# Lycos fils de Dircé
Pour les articles homonymes, voir Lycos.
Lycos fils de Dircé (en grec ancien Λύκος / Lúkos, « loup ») est, dans la mythologie grecque, un roi de Thèbes. Chez Euripide, il est le fils d'un autre Lycos et de Dircé et est originaire d'Eubée. Chez Hygin c'est un fils de Poséidon.
Dans la tragédie La Folie d'Héraclès d'Euripide, Lycos s'empare du trône de Thèbes par la force après avoir tué Créon. Il profite de l'absence d'Héraclès (alors descendu aux Enfers pour y capturer Cerbère) pour faire régner la peur dans la ville et préparer le meurtre des enfants d'Héraclès, les Héraclides, ainsi que leur mère Mégara et le père d'Héraclès, Amphitryon. Il en est empêché par le retour d'Héraclès, qui le tue dans le palais puis fait jeter son cadavre dehors. L'épisode est immédiatement suivi par la folie d'Héraclès, qui tue alors ses propres enfants. Cette version est reprise par Hygin. Une scholie à la quatrième Isthmique de Pindare prête à Lycos le meurtre des enfants d'Héraclès.

## Autres sources anciennes
- Tzétzès, Commentaire à Lycophron, 38